# De dienares van Lucifer
De dienares van Lucifer is het 25ste stripalbum uit de Yoko Tsuno-reeks van Roger Leloup. De strip werd voor het eerst uitgegeven bij Dupuis in 2010. 